# Augustyn Pak Chong-wŏn
Św. Augustyn Pak Chong-wŏn (ko. 박종원 아우구스티노) (ur. 1793 w Seulu, Korea, zm. 31 stycznia 1840) – święty Kościoła katolickiego, katechista, męczennik.
Jego żoną była Barbara Ko Sun-i. Augustyn Pak nauczał katechizmu oraz chrzcił dzieci będące w niebezpieczeństwie śmierci. Włożył wiele wysiłku, żeby do Korei sprowadzić misjonarzy. Ze względu na jego zdolności biskup Imbert wyznaczył go na katechistę. Gdy w Korei rozpoczęły się prześladowania chrześcijan, Augustyn Pak Chong-wŏn opuścił swój dom i przez 8 miesięcy pomagał uwięzionym katolikom. Aresztowano go 26 października 1839 roku. Wielokrotnie był torturowany. W więzieniu spotkał się ze swoją żoną, którą aresztowano niedługo po nim. Został ścięty niedaleko Seulu 31 stycznia 1840 roku z razem z 5 innymi katolikami (Piotrem Hong Pyŏng-ju, Magdaleną Son Sŏ-byok, Agatą Yi Kyŏng-i, Marią Yi In-dŏk i Agatą Kwŏn Chin-i). Miesiąc wcześniej stracono jego żonę.
Dzień jego wspomnienia przypada 20 września (w grupie 103 męczenników koreańskich).
Beatyfikowany razem z żoną 5 lipca 1925 roku przez Piusa XI, kanonizowany 6 maja 1984 roku w Seulu przez Jana Pawła II w grupie 103 męczenników koreańskich.